# 1102년

## 연호
- 북송(北宋) 숭녕(崇寧) 원년
- 요(遼) 건통(乾統) 2년
- 일본(日本) 고와(康和) 4년
- 서하(西夏) 정관(貞觀) 2년
- 리 왕조(李朝) 롱푸응우옌호아(龍符元化) 2년

## 기년
- 고려(高麗) 숙종(肅宗) 7년
- 북송(北宋) 휘종(徽宗) 2년
- 요(遼) 천조제(天祚帝) 2년
- 서하(西夏) 숭종(崇宗) 17년
- 리 왕조(李朝) 인종(仁宗) 31년

## 사건
- 해동통보 주조
- 예부에서 "우리나라가 예의로 교화하기는 기자(箕子)로부터 비롯되었으니 원컨대 그 분묘를 찾고, 사당을 세워 제사하십시오." 라고 숙종에게 아뢰자 숙종은 서경에 기자사(箕子祠)를 세웠다.